# Messico ai XXIV Giochi olimpici invernali
Il Messico ha partecipato ai XXIV Giochi olimpici invernali, che si sono svolti dal 4 al 20 febbraio 2022  a Pechino in Cina, con una delegazione composta da quattro atleti.
Portabandiera della squadra nel corso della cerimonia di apertura sono stati la sciatrice alpina Sarah Schleper e il pattinatore artistico Donovan Carrillo.

## Delegazione
| Sport                 | Uomini | Donne | Totale |
| --------------------- | ------ | ----- | ------ |
| Pattinaggio di figura | 1      | 0     | 1      |
| Sci alpino            | 1      | 1     | 2      |
| Sci di fondo          | 1      | 0     | 1      |
| Totale                | 3      | 1     | 4      |

## Risultati

### Pattinaggio di figura
| Atleta           | Evento   | Programma corto | Programma corto | Programma libero | Programma libero | Totale | Totale    |
| Atleta           | Evento   | Punti           | Posizione       | Punti            | Posizione        | Punti  | Posizione |
| ---------------- | -------- | --------------- | --------------- | ---------------- | ---------------- | ------ | --------- |
| Donovan Carrillo | Maschile | 79,69           | 19º Q           | 138,44           | 22º              | 218,13 | 22º       |

### Sci alpino
Maschile
| Atleta          | Evento         | Tempo     | Tempo     | Tempo   | Posizione |
| Atleta          | Evento         | 1ª manche | 2ª manche | Totale  | Posizione |
| --------------- | -------------- | --------- | --------- | ------- | --------- |
| Rodolfo Dickson | Slalom gigante | 1'17"32   | 1'17"27   | 2'34"59 | 35º       |

Femminile
| Atleta         | Evento          | Tempo              | Tempo              | Tempo              | Posizione |
| Atleta         | Evento          | 1ª manche          | 2ª manche          | Totale             | Posizione |
| -------------- | --------------- | ------------------ | ------------------ | ------------------ | --------- |
| Sarah Schleper | Slalom speciale | 1'06"42            | 1'05"53            | 2'11"95            | 37ª       |
| Sarah Schleper | Evento          | Tempo unica manche | Tempo unica manche | Tempo unica manche | Posizione |
| Sarah Schleper | Supergigante    | 1'18"17            | 1'18"17            | 1'18"17            | 35ª       |

### Sci di fondo
| Atleta        | Evento         | Tempo   | Tempo   | Tempo   | Distacco | Distacco | Distacco | Posizione | Posizione |
| ------------- | -------------- | ------- | ------- | ------- | -------- | -------- | -------- | --------- | --------- |
| Jonathan Soto | 15 km maschile | 53'30"0 | 53'30"0 | 53'30"0 | +15'35"2 | +15'35"2 | +15'35"2 | 94º       | 94º       |